# Consell Indi d'Investigació Mèdica

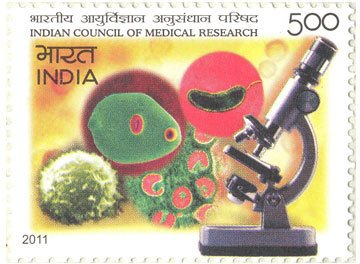
Segell indi en commemoració del Consell

El Consell Indi d'Investigació Mèdica (en anglès Indian Council of Medical Research o ICMR) es l'òrgan vèrtex de l'Índia per a la formulació, coordinació i promoció de la investigació biomèdica, és un dels òrgans de recerca mèdica més antics i grans del món. L'ICMR està finançat pel Govern de l'Índia a través del Departament d'Investigacions Sanitàries, del Ministeri de Salut i Benestar Familiar. El 2007, l'organització va establir el Clinical Trials Registry – India, que és el registre nacional d'assaigs clínics de l'Índia.
Els 26 instituts nacionals de l'ICMR es dirigeixen a la recerca sobre temes específics de salut com la tuberculosi, la lepra, el còlera i les malalties diarreiques, malalties virals com la sida, la malària, el kala-azar, el control de vectors, nutrició, toxicologia alimentària i farmacològica, reproducció, immunohematologia, oncologia, estadístiques mèdiques, etc. Els seus 6 centres regionals d'investigació mèdica es dirigeixen a problemes de salut regionals i també pretenen enfortir o generar capacitats d'investigació en diferents àrees geogràfiques del país.
Les prioritats de recerca del consell coincideixen amb les prioritats nacionals de salut com el control i la gestió de malalties transmissibles, el control de la fertilitat, la salut maternal i infantil, el control de trastorns nutricionals, el desenvolupament d'estratègies alternatives per a la prestació d'atenció mèdica, la contenció dins dels límits de seguretat dels problemes ambientals i de salut laboral; investigació sobre les principals malalties no transmissibles com el càncer, les malalties cardiovasculars, la ceguesa, la diabetis i altres trastorns metabòlics i hematològics; investigació sobre salut mental i investigació sobre drogues (inclosos els remeis tradicionals). Aquests esforços es duen a terme amb l'objectiu de reduir la càrrega total de les malalties i promoure la salut i el benestar de la població.